# Úlice
Úlice är en ort i Tjeckien.   Den ligger i regionen Plzeň, i den västra delen av landet, 100 km väster om huvudstaden Prag. Úlice ligger 417 meter över havet och antalet invånare är 399.
Terrängen runt Úlice är platt. Runt Úlice är det ganska tätbefolkat, med 75 invånare per kvadratkilometer. Närmaste större samhälle är Plzeň, 16,5 km öster om Úlice. I omgivningarna runt Úlice växer i huvudsak blandskog.